# Istenszülő elszenderedése fatemplom (Mérág)
A mérági Istenszülő elszenderedése fatemplom műemlékké nyilvánított épület Romániában, Bihar megyében. A romániai műemlékek jegyzékében a  BH-II-m-B-01175 sorszámon szerepel.